# تشعيع نباتي
التشعيع النباتي هو العلاج الذي يَستخدم الإشعاع المؤين على السلع مثل الفواكه والخضراوات لإبطال مفعول الآفات مثل الحشرات.  تُستخدم هذه الطريقة في تجارة الأغذية الدولية كوسيلة لمنع انتشار الكائنات غير الأصلية (المكروبات). يتم استخدامه كبديل للتقنيات التقليدية كالمعالجة الحرارية والمعالجة الباردة وبخاخ المبيدات والعلاج بالضغط العالي والتنظيف واستخدام الشمع أو التبخير الكيميائي. وغالباً ما يُستخدم على التوابل والحبوب والمواد غير الغذائية. فيمنع دورة تكاثر الأنواع (المكروبات) عن طريق تدمير المواد النووية في المقام الأول، بينما تُقاس طرق أخرى عن طريق وفيات الأنواع.
لكل دولة جرعات معتمدة مختلفة فعّالة، على الرغم من أن معظمها يتبع المبادئ التوجيهية التي وضعتها الاتفاقية الدولية لوقاية النباتات التي أصدرت توجيهات يُشار إليها باسم المعايير الدولية للتشعيع النباتي (ISPM). والجرعة الأكثر شيوعاً هي 400 غراي ( كطيفاً واسعاً، علاجاً عاماً) استناداً إلى إرشادات USDA-APHIS.